# 艾希莉·斯宾塞
艾希莉·斯宾塞（Ashley Spencer，1993年6月8日—）是一名美国女子田径运动员，擅长400米和400米栏。她以53.72秒的成绩赢得2016年里约奥运会女子400米栏铜牌。